# Araucaria cunninghamii
Espèce
Classification phylogénétique
Statut de conservation UICN

 LC  : Préoccupation mineure
Araucaria cunninghamii est un arbre conifère de la famille des Araucariaceae. On le trouve en Australie et en Asie tropicale.

## Description

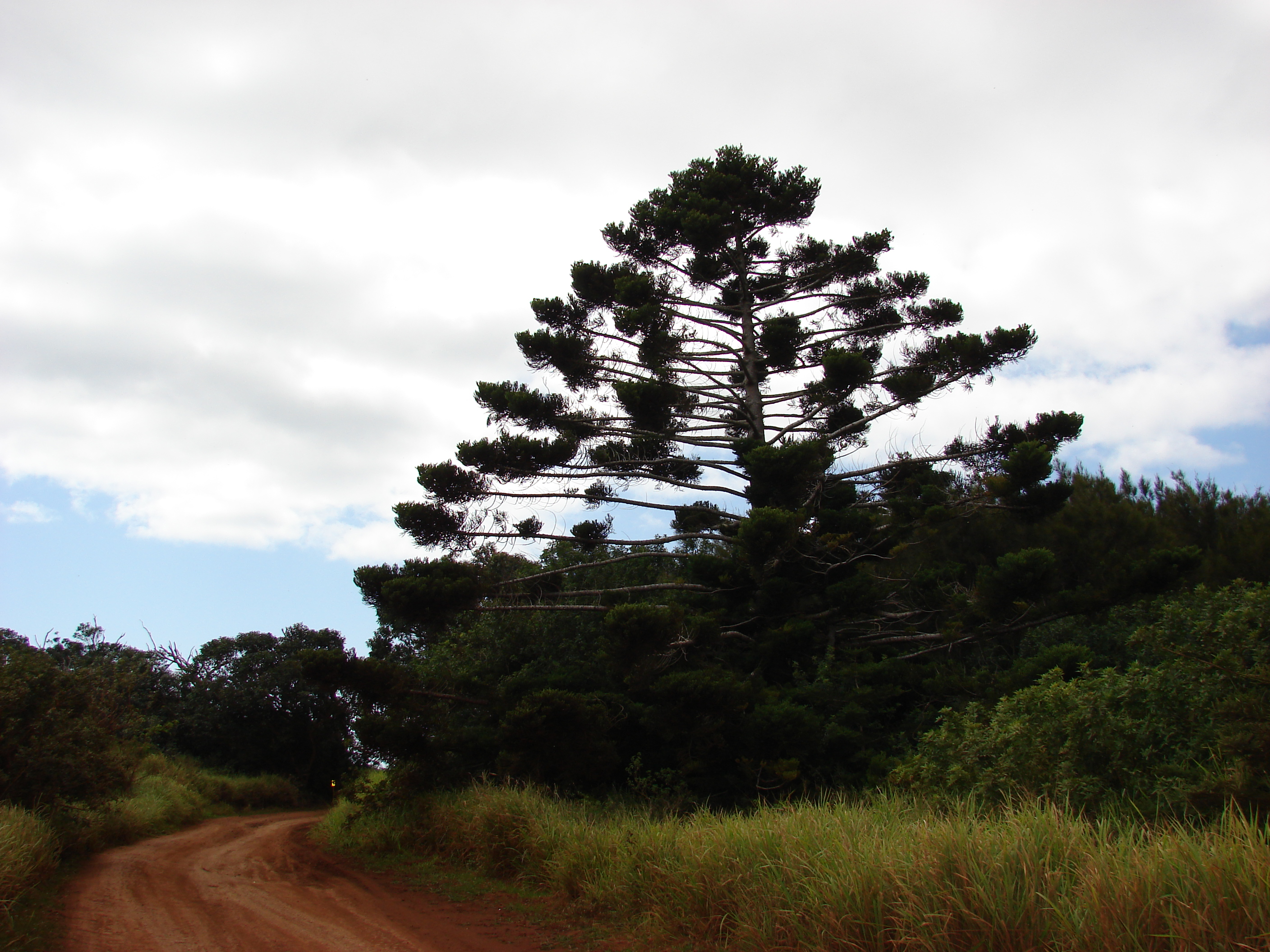
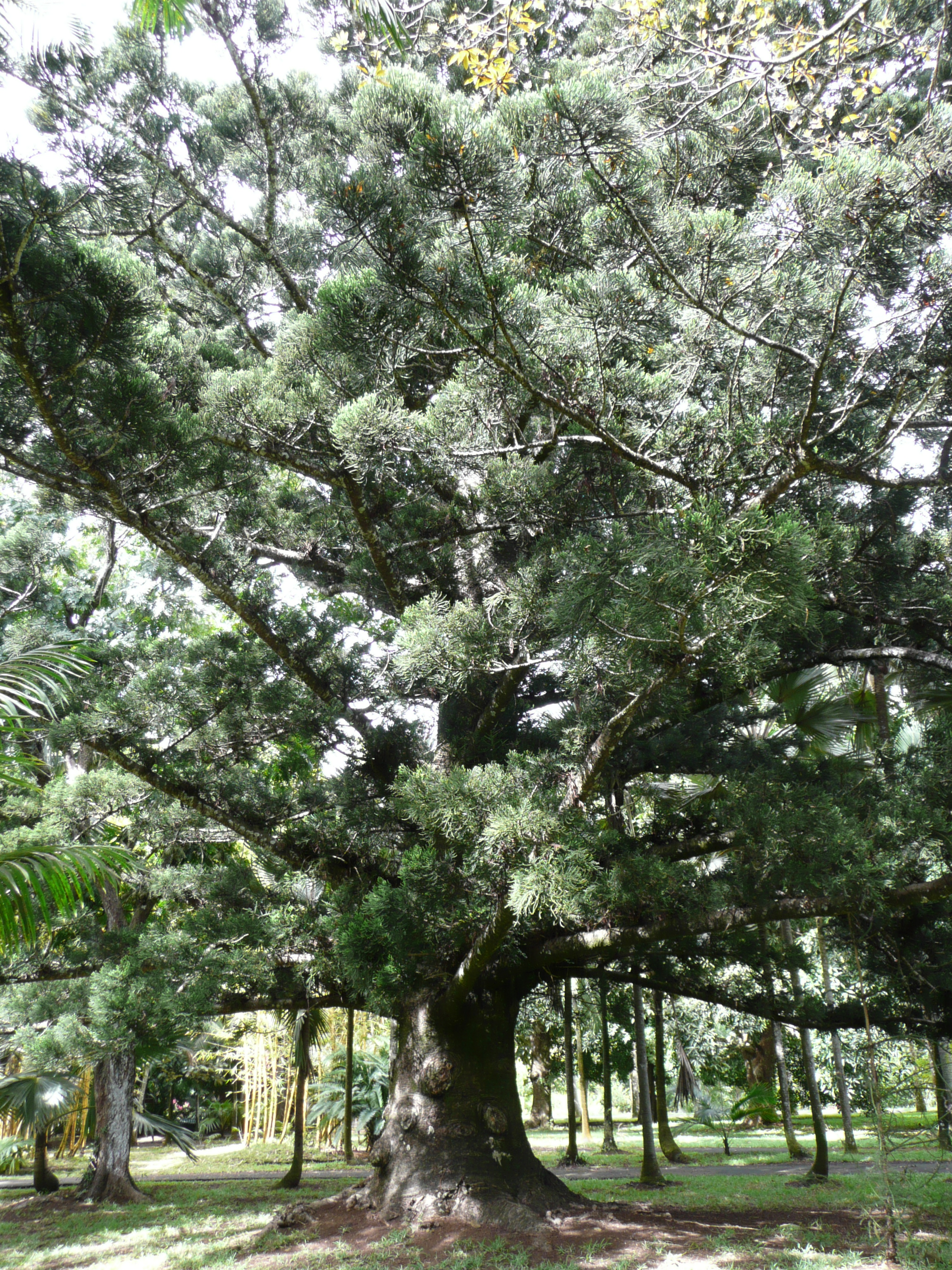
Individu planté au jardin botanique de Pample-mousses
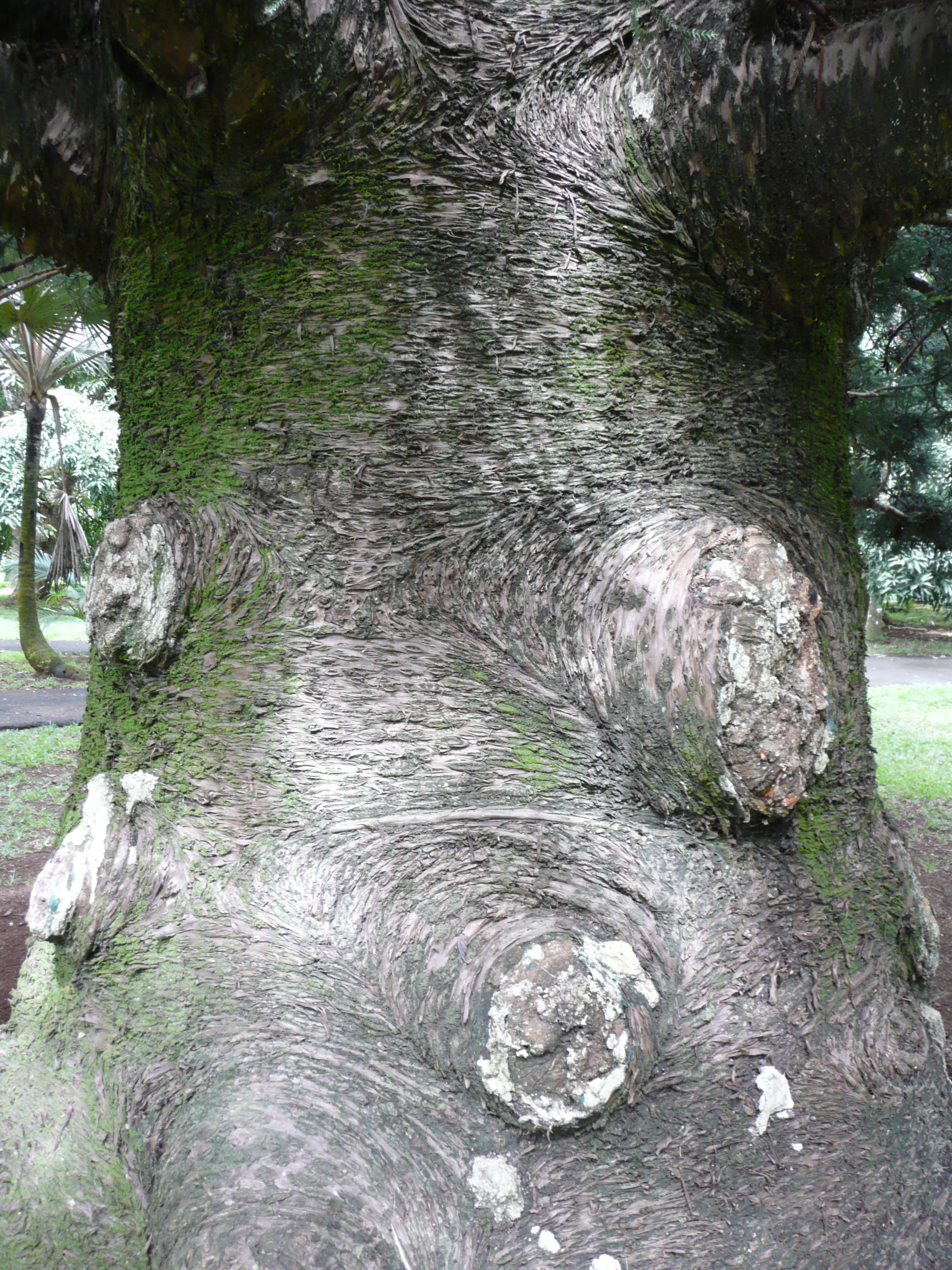
Tronc
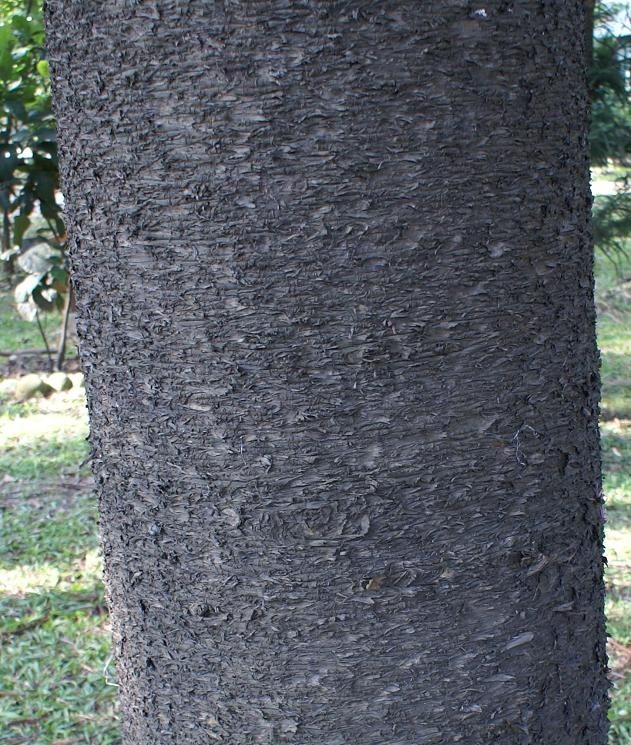
Écorce

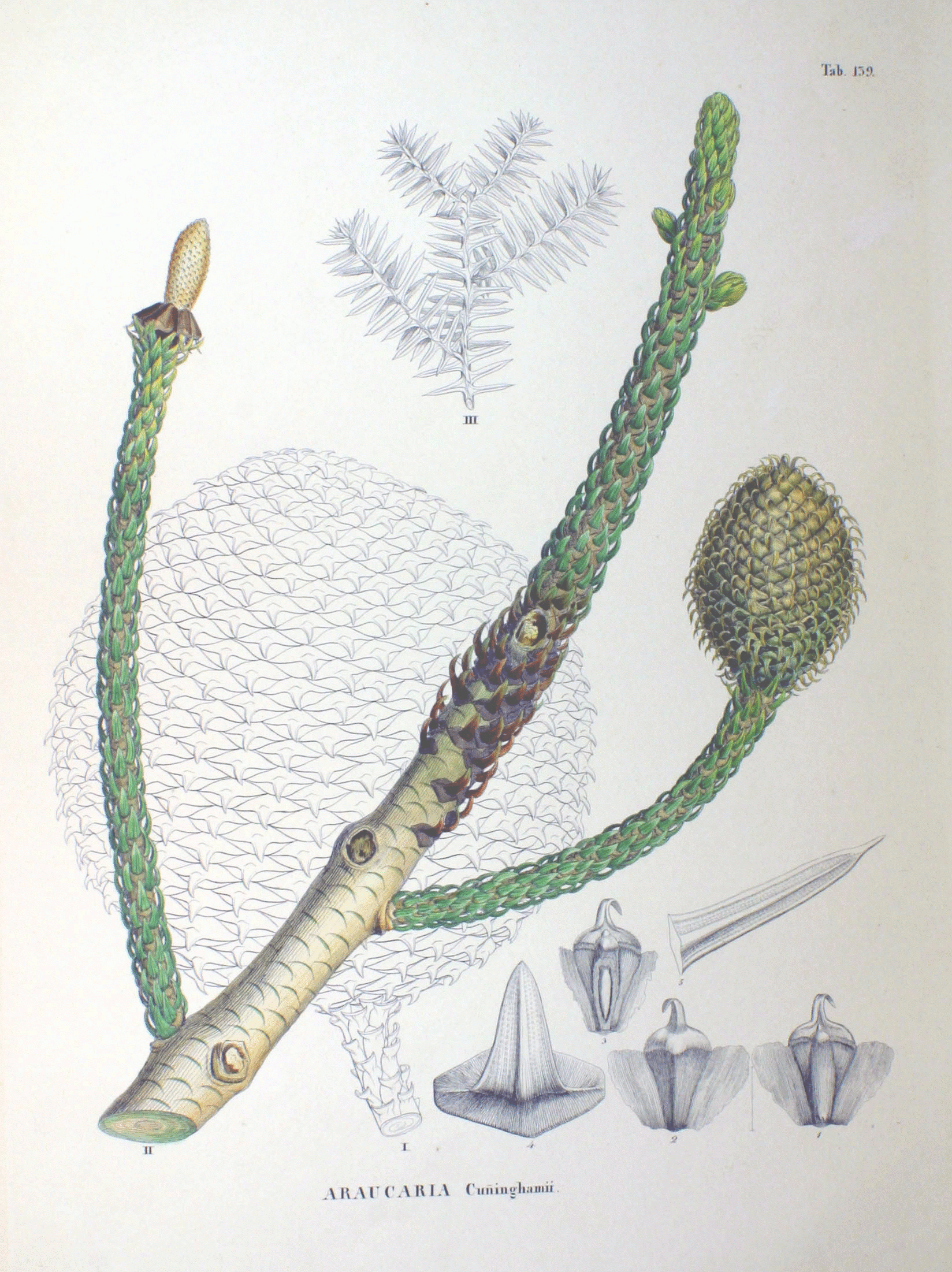
Araucaria cunninghamii, planche botanique
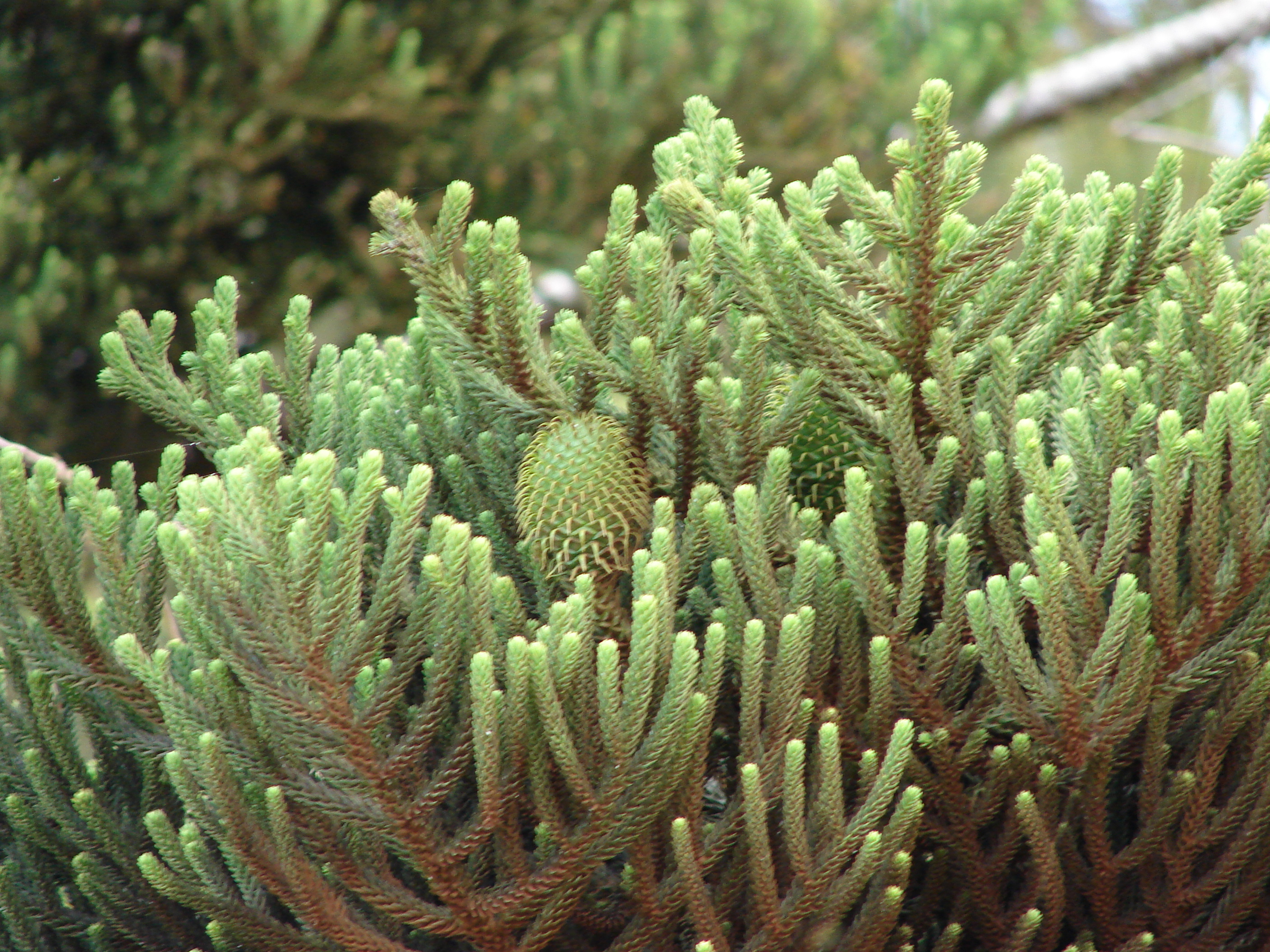
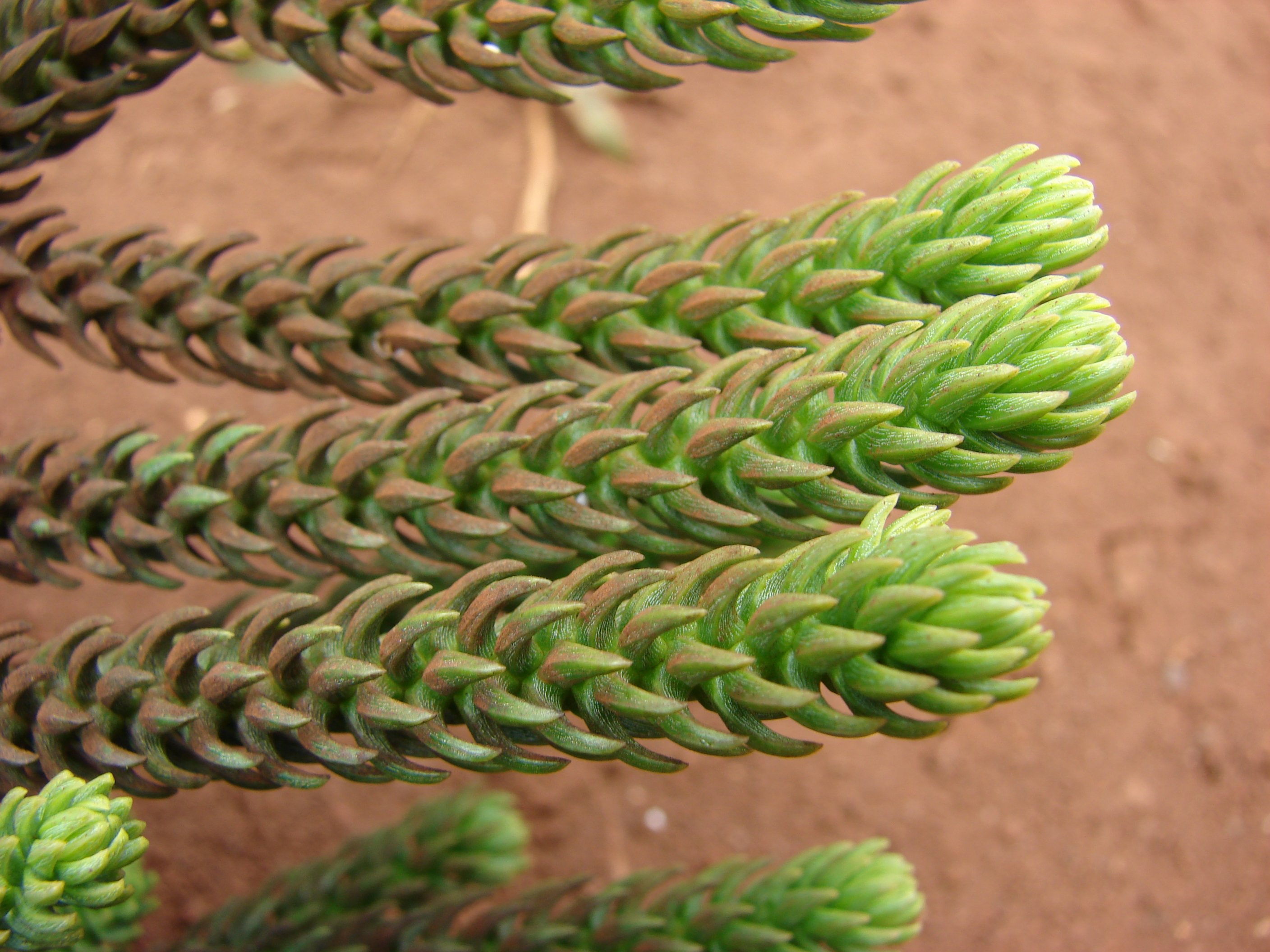
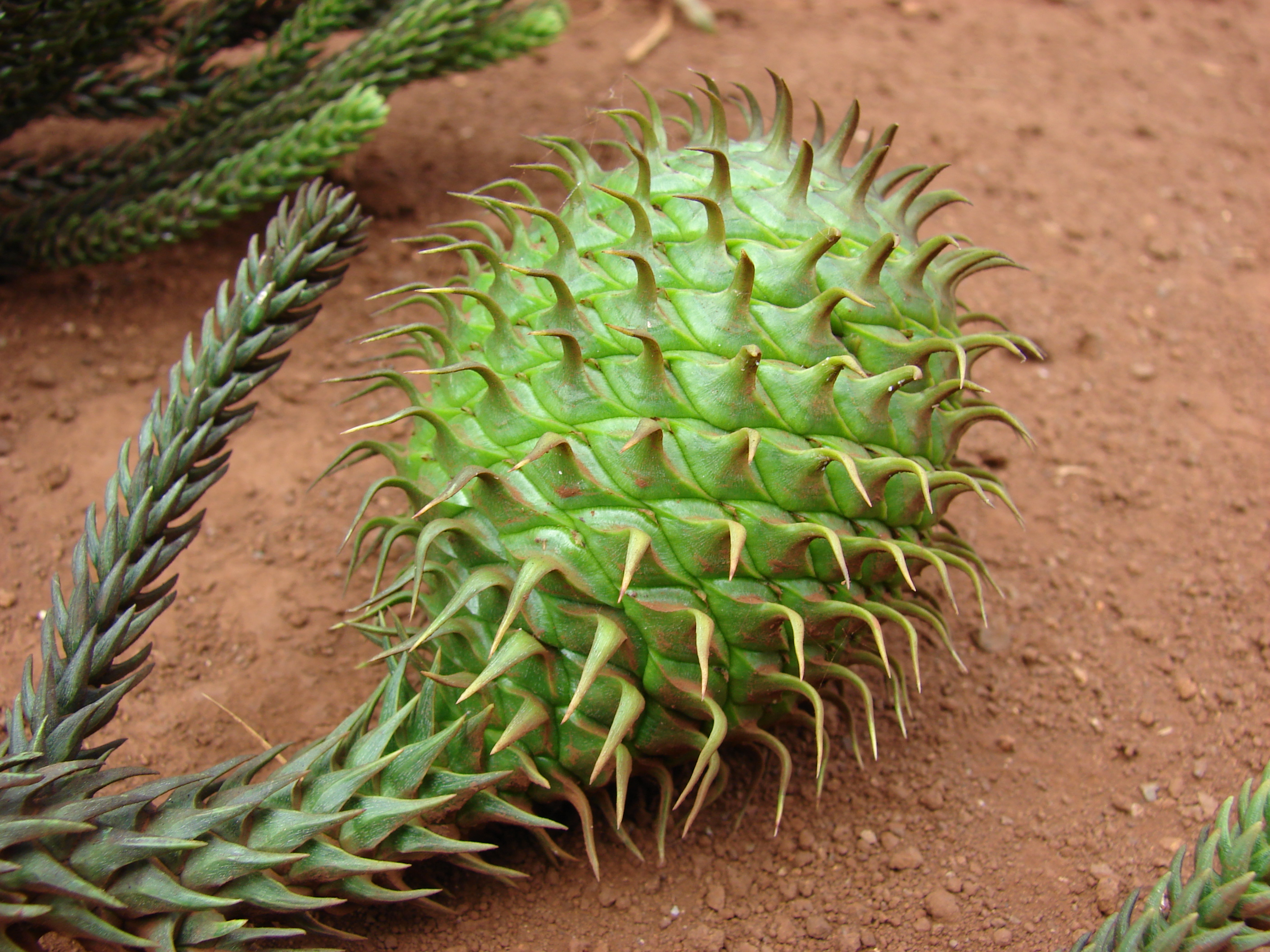